# Sektion Magdeburg des Deutschen Alpenvereins

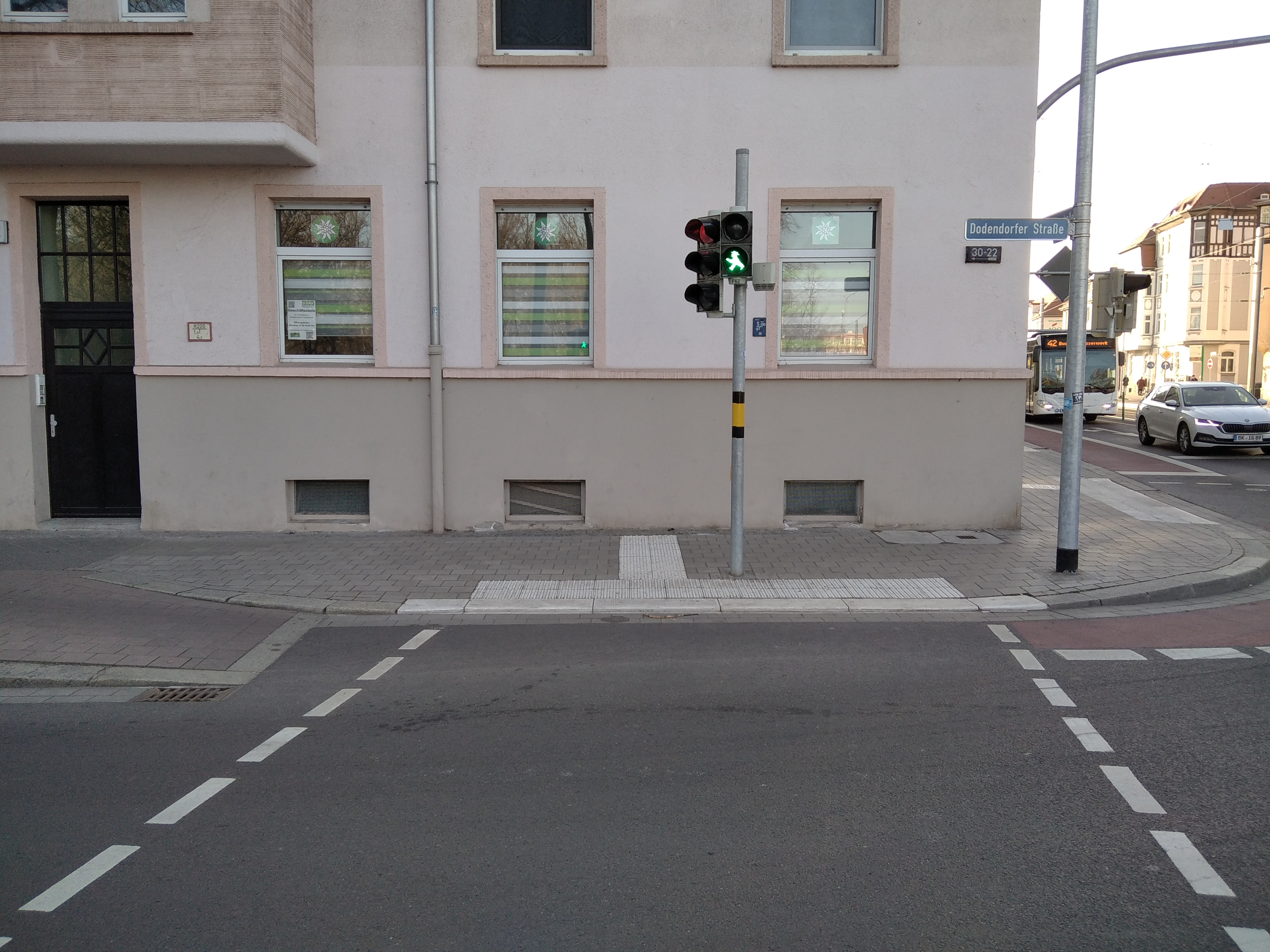
Geschäftsstelle der Sektion Magdeburg der Deutschen Alpenvereins

Die Sektion Magdeburg des Deutschen Alpenvereins (D.A.V.) e. V. (kurz DAV Magdeburg) ist eine Sektion des Deutschen Alpenvereins in Magdeburg. Der DAV Magdeburg ist eine der jüngeren und mit 2.170 Mitgliedern (Stand: 31. Dezember 2024) eine der kleineren Sektionen des Deutschen Alpenvereins und einer der größten Vereine der Stadt Magdeburg.

## Geschichte
Im Jahr 1883 gab es in Magdeburg 21 Alpenvereinsmitglieder, die in 7 verschiedenen Sektionen zwischen Hamburg und Salzburg geführt wurden. Mitte November 1883 veröffentlichte die „Magdeburgische Zeitung“ einen Aufruf zur Bildung einer Sektion in Magdeburg, unterzeichnet u. a. von Adolf Mittag.
Bereits am 24. November 1883 kamen 39 Bergfreunde zusammen und beschlossen die Gründung der Sektion Magdeburg zum 1. Januar 1884. Es war die 93. Sektion des Deutschen und Österreichischen Alpenvereins (DuOeAV). Oberregierungsrat Hermann Rocholl war 30 Jahre lang ihr 1. Vorsitzender. Die Sektion Magdeburg entschied sich für ein Arbeitsgebiet in den Stubaier Alpen. Die Magdeburger bauten 1887 im „Magdeburger Winkel“ die „Alte Magdeburger Hütte“ und 1892 die „Tribulaunhütte“. Nach intensiver Aufbauarbeit und reger Nutzung der Hütten kam es als Folge des Ersten Weltkrieges zur entschädigungslosen Enteignung, wodurch alle Hütten, die in Südtirol lagen, an das Königreich Italien fielen.
Mit neuem Mut und Elan übernahm die Sektion Mitte der 1920er Jahre im Karwendel ein neues Arbeitsgebiet und kaufte zwei ältere Hütten. Nach der Rekonstruktion erhielt die eine Hütte den Namen „Neue Magdeburger Hütte“. Die zweite Hütte behielt ihren Namen „Aschbachhütte“, heute „Aspachhütte“, diese dient nurmehr als Stützpunkt der Bergrettung. 1940 kauften die Magdeburger als dritte Hütte das „Kelchalpenhaus“ in der Nähe von Kitzbühel.
Ende des Zweiten Weltkrieges beschlagnahmten die Alliierten das deutsche Vermögen im Ausland. Der Deutsche Alpenverein (DAV) mit seinen Sektionen wurde verboten. Während sich in Westdeutschland bald neue Alpenclubs, Bergvereine usw. bilden konnten, gab es gleichwertige Vereine in der DDR nicht bzw. im DWBO mit Einschränkungen.
Am 11. Mai 1956 wurde eine Exilsektion DAV Magdeburg, Sitz Köln gegründet, diese aber am 19. Dezember 1965 wieder aufgelöst; an einen Rückkauf der ehemals sektionseigenen Hütten war nicht zu denken. Die „Neue Magdeburger Hütte“ gehört seit 1968 der Sektion Geltendorf und das ehemalige „Kelchalpenhaus“ gehört der Sektion Bochum, die sie in „Bochumer Hütte“ umbenannte.
Nach der Wende in der DDR führten erste Kontakte und ihr kontinuierlicher Ausbau zwischen Braunschweiger und Magdeburger Berg- und Wanderfreunden schließlich am 3. September 1993 zur Wiedergründung der Sektion Magdeburg. Seitdem steigen die Mitgliederzahlen kontinuierlich, sodass 2015 die Marke von 1000 Mitgliedern übersprungen wurde; nur vier Jahre später waren es bereits 1500 Mitglieder.
Seit dem Jahr 2000 verfügt die Sektion über eine Geschäftsstelle mit regelmäßigen Öffnungszeiten. Neben der Klärung von organisatorischen Dingen können Mitglieder Bücher, Wanderführer oder -karten, aber auch Ausrüstung für alpine oder Wandertouren ausleihen.

## Ehemalige Hütten
Die Sektion betrieb in ihrer langen Geschichte folgende Schutzhütten:
- Aspachhütte auf 1528 m ü. A.: heute in privater Hand, Stützpunkt der Bergrettung[9]
- Kelchalpenhaus auf 1432 m ü. A.: heute im Besitz der Sektion Bochum des DAV[10]
- Alte Magdeburger Hütte auf 2423 m s.l.m.: heute im Besitz der Sektion Sterzing des CAI[11]
- Neue Magdeburger Hütte auf 1637 m ü. A.: heute im Besitz der Sektion Geltendorf des DAV[12]
- Tribulaunhütte auf 2369 m s.l.m.: heute im Besitz der Sektion Sterzing des CAI[13]

## Sektionsvorsitzende
Eine chronologische Übersicht über alle Präsidenten der Sektion seit Gründung.
| Amtszeit  | Präsident         |
| --------- | ----------------- |
| 1884–1914 | Hermann Rocholl   |
| 1914–1938 | Karl Baatz        |
| 1938–1945 | Gustav Bünger     |
| 1945–1947 | ― 1               |
| 1993–1997 | Eberhard Miemietz |
| 1997–2000 | Steffen Gliwa     |

| Amtszeit  | Präsident            |
| --------- | -------------------- |
| 2000–2014 | Hans-Dieter Hartmann |
| 2014–2018 | Peter Boost          |
| 2018–     | Rainer Weigelt       |

Anmerkung

## Mitglieder
| Jahr | Mitglieder                        |
| ---- | --------------------------------- |
| 1993 | Wiedergründung mit 35 Mitgliedern |
| 1994 | .0145                             |
| 1996 | .0275                             |
| 1998 | .0340                             |
| 2000 | .0390                             |
| 2002 | .0398                             |
| 2006 | .0487                             |
| 2008 | .0543                             |
| 2010 | .0645                             |

| Jahr | Mitglieder            |
| ---- | --------------------- |
| 2012 | .0808                 |
| 2014 | .0969                 |
| 2016 | 1.154                 |
| 2018 | 1.393                 |
| 2020 | 1.688                 |
| 2021 | 1.776                 |
| 2022 | 1.895 (Dezember 2022) |

## Sektionsgruppen
| Gruppe     | Aktivitäten |
| ---------- | --- |
| Jugend     | Die Jugendgruppe trifft sich in den Sommermonaten regelmäßig zum Klettern am Angerfelsen im Elbauenpark, im Winter in verschiedenen Kletterhallen, führt aber auch andere Aktionen durch.                       |
| Familien   | Die Familiengruppe wandert gern im Harz und in der Umgebung, es wird aber auch gepaddelt und geklettert. |
| Wandern    | Die Wandergruppe führt oft Wanderungen im nahen Harz durch, Wanderwochen in den Alpen sind sehr beliebt. |
| Klettern   | Die Klettergruppe klettert im Sommer am Angerfelsen im Elbauenpark, im Winter in verschiedenen Kletterhallen in Magdeburg und anderswo, mehrmals im Jahr gibt es Kletterwochen in den Alpen und Mittelgebirgen. |
| Hochtouren | Die Hochtourengruppe geht über Gletscher, auf Klettersteige, auf Hüttentouren, Ski- und Schneeschuhtouren. |
| Radfahren  | Die Radlergruppe nutzt etwa einmal monatlich die Radwege der Elbe und Saale und lernt Flora & Fauna sowie Kulturstätten u. a. kennen.                                                                           |